# Neoechinorhynchus africanus
Neoechinorhynchus africanus är en hakmaskart som beskrevs av Troncy 1970. Neoechinorhynchus africanus ingår i släktet Neoechinorhynchus och familjen Neoechinorhynchidae. Inga underarter finns listade i Catalogue of Life.